# Уральська консерваторія
Уральська державна консерваторія імені М. П. Мусоргського (рос. Уральская государственная консерватория имени М. П. Мусоргского) — державний вищий музичний навчальний заклад, що знаходиться у місті Єкатеринбург .

## Історія
Консерваторія заснована у 1934 році як Свердловська, у 1946 році отримала назву Уральської. Є філії Уральської консерваторії в Тюмені та Якутську. Протягом 1975—1988 років ректором був Блінов Євген Григорович. У 2008 році Уральської державної консерваторії присвоєно статус академії (до цього вона мала статус інституту). Основна будівля консерваторії — одне з найстаріших будівель міста, зведена 1737 року, де в XVIII-XIX століттях знаходилося Головне управління гірських заводів (Гірська канцелярія). Носить ім'я композитора Модеста Мусоргського.

## Структура

### Факультети
- Факультет інструментального виконавства
- Факультет вокально-хорового мистецтва, музикознавства, композиції і звукорежисури

### Кафедри
- Кафедра теорії музики
- Кафедра історії музики
- Кафедра композиції
- Кафедра спеціального фортепіано
- Кафедра струнних інструментів
- Кафедра духових та ударних інструментів
- Кафедра народних інструментів
- Кафедра камерного ансамблю та концертмейстерської підготовки
- Кафедра сольного співу
- Кафедра музичного театру
- Кафедра хорового диригування
- Кафедра оркестрового диригування
- Кафедра музичної звукорежисури
- Кафедра фортепіано
- Кафедра спільних гуманітарних дисциплін
- Кафедра теорії виконавства та музичної педагогіки

## Специальности
У консерваторії навчалося 630 студентів, з них 500 осіб — на очній формі навчання.
Навчання проводиться за наступними спеціальностями:
- Інструментальне виконавство (фортепіано; оркестрові струнні інструменти; оркестрові духові та ударні інструменти; оркестрові народні інструменти)
- Вокальне мистецтво (академічний спів)
- Диригування (диригування оперно-симфонічним оркестром; диригування академічним хором)
- Композиція
- Музична звукорежисура
- Музикознавство